# Psectrocladius pseudogigas
Psectrocladius pseudogigas är en tvåvingeart som beskrevs av Linevich 2002. Psectrocladius pseudogigas ingår i släktet Psectrocladius och familjen fjädermyggor. Inga underarter finns listade i Catalogue of Life.